# Antonio Capellan

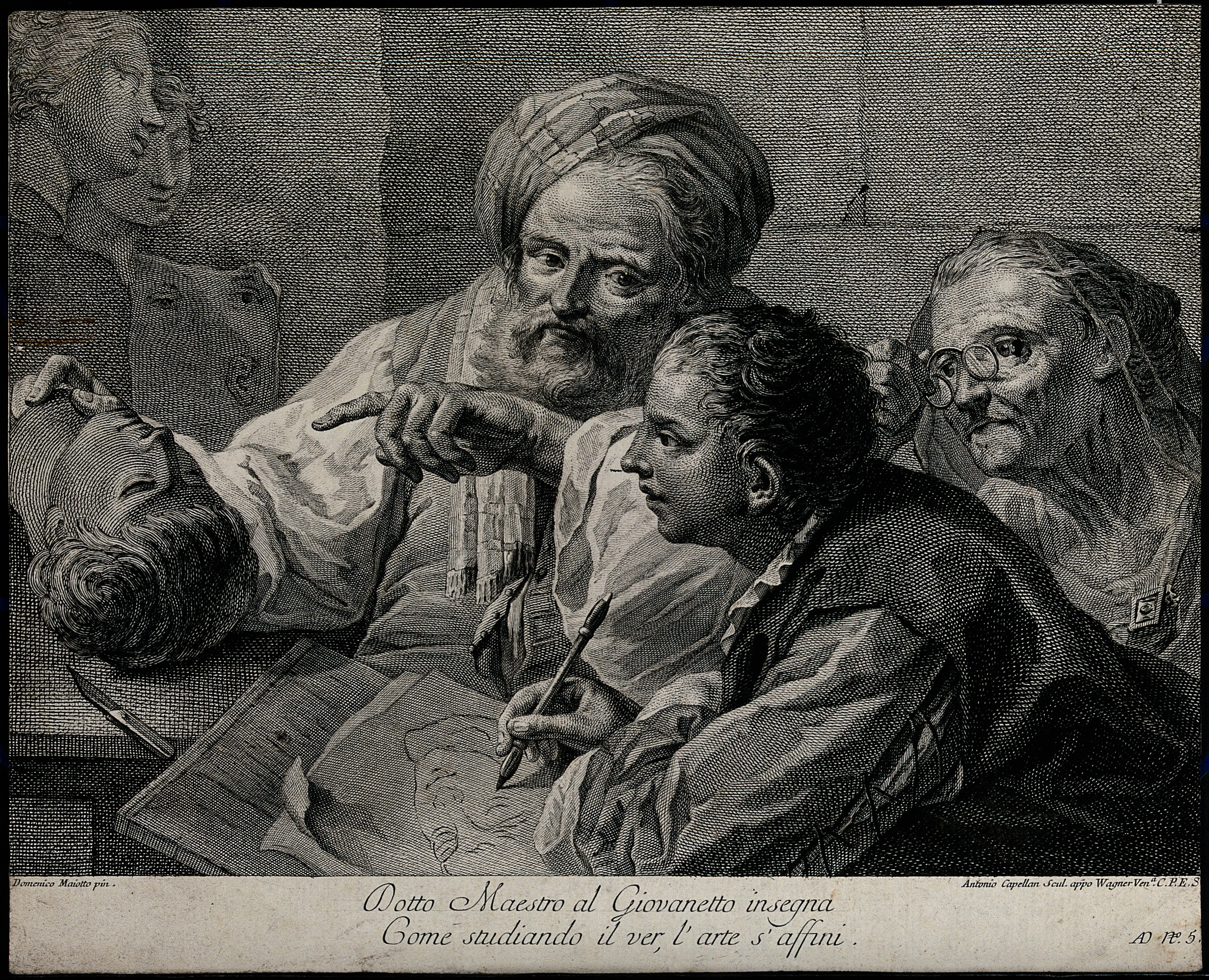
Lección de dibujo, aguafuerte y buril de Antonio Capellan por pintura de Domenico Maggiotto. Inscripción: «Dotto Maestro al Giovanetto insegna / Come studiando il ver, l’arte s’affini». Firma: «Domenico Maiotto pin. - Antonio Capellan Scu. appo Wagner C.P.E.S.»

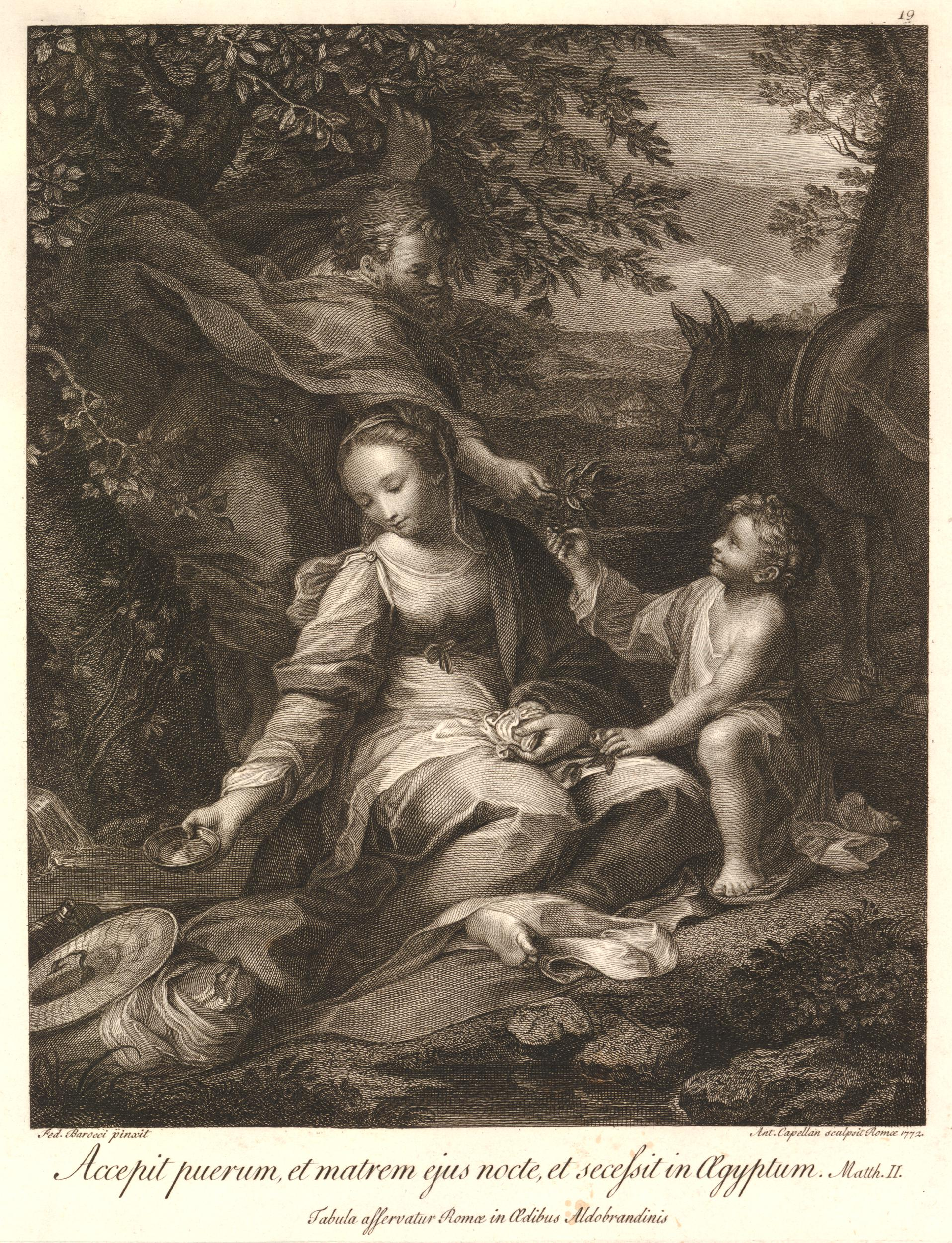
El descanso en la huida a Egipto, aguafuerte y buril de Antonio Capellan por pintura de Federico Barocci. 1772. British Museum

Antonio Capellan (c. 1730-Roma, 1793) fue un grabador al aguafuerte y buril italiano activo en Venecia y Roma, discípulo y cuñado de Joseph Wagner.
Sin datos de sus primeros años, en 1742 su hermana Camilla contrajo matrimonio con Joseph Wagner, cuya calcografía y negocio editorial iba a frecuentar en adelante Antonio.
En 1760, el Cattalogo delle stampe che si vende appresso Giuseppe Wagner in Venezia incluía ocho estampas con escenas de género de Capellan por pinturas de Domenico Maggiotto. Es posible que no fuesen las únicas dado el elevado número de estampas emitidas por la calcografía de Wagner sin otra firma que la del editor; en cualquier caso, en el momento de elaborarse el catálogo Capellan había cambiado ya Venecia por Roma e iniciado la colaboración con la Calcografia Camerale. Así lo acreditan los varios retratos de cardenales creados en los consistorios de 1756 en adelante y el frontispicio de las Vite de Giorgio Vasari editadas en 1759 por Bottari, edición para la que proporcionó también, al menos, los retratos de Miguel Ángel y del mismo Vasari del tercer volumen, aunque es posible que sean suyos muchos de los retratos no firmados que la ilustran.
Capellan fue autor de un importante número de retratos, muchos por dibujo de Gasparo Sibilla, entre ellos los de los cardenales españoles Francisco Javier Zelada (1773), Francisco de Solís Folch de Cardona (1775), arzobispo de Sevilla; Francisco Javier Delgado, patriarca de Indias y arzobispo de Sevilla, 1781 y Juan Tomás de Boxadors (1780), maestro general de la Orden de Predicadores; el de Leonardo Antonelli (1775), decano del colegio cardenalicio, y el del checo Franziskus Herzan von Harras, 1779, grabados conservados en el Gabinetto nazionale delle stampe de Roma.
En 1792 firmó el retrato póstumo de Juan de Palafox y Mendoza por pintura de Tommaso Conca y con dedicatoria al conde de Floridablanca para servir de ilustración de Sacra rituum congregatione Oxomen Beatificationis, et Canonizationes Ven. Servi Dei Joannis de Palafox et Mendoza Episcopi, obra con la que se trataba de revitalizar su causa de beatificación impulsada desde la corona española y los sectores ilustrados, que encontraban en los escritos del obispo de Osma argumentos contra su enemiga, la Compañía de Jesús.
Pero son los grabados de reproducción abiertos al aguafuerte y buril, técnica aprendida en el taller de Wagner, las piezas más características de su producción, entre las que cabe citar La creación de Eva y El pecado original y la expulsión del paraíso según los frescos de Miguel Ángel para la Capilla Sixtina, los Desposorios místicos de santa Catalina de Correggio y El descanso en la huida a Egipto de Federico Barocci, recogidos en el volumen Schola Italica Picturae editado por Gavin Hamilton en 1773; además de obras de Rafael, de Guercino o de Domenichino (Otón III recibe a san Nilo y San Eustaquio, ambos para el volumen Picturae Dominici Zampieri vulgo Domenichino quae extant in Sacello Sacrae Aedi Cryptoferratensi adjuncto, Roma, 1762).